# René Cabral Torres
René Cabral Torres es un economista mexicano que se desempeña como profesor e investigador de la Escuela de Graduados en Administración Pública y Políticas Públicas (EGAP), del Instituto Tecnológico y de Estudios Superiores de Monterrey (ITESM). Su labor ha sido reconocida por el gobierno mexicano con la membresía Nivel II en el Sistema Nacional de Investigadores.

## Biografía
Es licenciado en economía y maestro en finanzas por el ITESM, así como maestro y doctor en economía por la Universidad de York. Sus especialidades incluyen economía internacional, políticas monetarias y macroeconomía. Su trabajo de investigación se centra en los cambios de regímenes, patrones de comercio internacional, políticas monetarias y cuestiones de deuda en economías emergentes.
Actualmente se desempeña como profesor e investigador de la EGAP en el Campus Monterrey, e imparte clases de macroeconomía en diversas partes de México y el extranjero. Imparte macroeconomía dinámica a nivel de pregrado y dos cursos a nivel de posgrado, macroeconomía de economía abierta y métodos de series de tiempo para pronósticos. También ha trabajado como consultor para diversas empresas, gobiernos estatales y federales, así como organismos internacionales.
Es coautor junto con Daniel Villarreal Cabello del libro Relaciones jurídicas, comerciales y de negocios entre la UE y México. El acuerdo UE-México: ¿Qué ha pasado con los flujos comerciales y de capital desde el año 2000? (2010), junto con artículos de revistas en publicaciones como el Journal of Development Studies en el Reino Unido, el North American Journal of Economic and Finance y el Journal of Comparative Economics. Su obra más citada es: ¿Importa la fijación de metas de inflación para el crecimiento de la producción? Evidencia de las economías industriales y emergentes (2008), en Policy Research Working Paper Series y el artículo más descargado es Intra-industry trade effects on Mexican manufacturing productivity before and after NAFTA (2011) en el Journal of International Trade & Economic Development.
Su labor ha sido reconocida por el gobierno mexicano con la membresía Nivel II en el Sistema Nacional de Investigadores. También recibió el Premio Rómulo Garza 2009 del sistema ITESM en el área de ciencias sociales y humanidades por un proyecto de investigación titulado Efectos de la productividad en el empleo de la industria manufacturera mexicana con el coautor André Varella Mollick.